# Red Light (album)
Red Light là album phòng thu thứ ba của nhóm nhạc nữ Hàn Quốc f(x). Album được phát hành vào 7 tháng 7 năm 2014 bởi SM Entertainment.

## Bối cảnh và phát triển
Vào đầu năm 2014, đại diện cho bộ phận sản xuất của SM tiết lộ rằng các ca khúc mới của f(x) đang được làm việc với nhà soạn nhạc trong "Teddy Riley Writing Camp." 
Vào tháng 7, trước khi album này chính thức phát hành, một vài clip hậu trường quay phim của "Red Light" được tiết lộ trên Jessica & Krystal. Trong một số thông tin khác, đại diện của nhóm tuyên bố "f(x) trong album này sẽ cho các bạn trải nghiệm sự tự nhiên, màu sắc độc đáo, khác biệt của âm nhạc đã được đánh giá cao và công nhận bởi mọi người."

## Phát hành và quảng bá
Vào 26 tháng 6 năm 2014, SM Entertainment công bố f(x) sẽ phát hành album đầy đủ thứ ba của họ, Red Light, vào 7 tháng 7. Trong khoảng thời gian một tuần, từng thành viên cá nhân cũng như nhóm đã đăng hình ảnh quảng bá trên trang chủ chính thức của f(x). Một phim teaser và 2 đoạn nhạc ngắn khác cũng được tiết lộ, xem trước "Red Light" music video cũng như hai bài hát khác, "Milk" và "All Night". Cuối cùng, vào 2 tháng 7, danh sách bài hát và đoạn nhạc tổng hợp của album đầy đủ được phát hành trước hoạt động trở lại chính thức của nhóm vào 3 tháng 7.

### Sự cố
Có báo cáo rằng đài truyền hình KBS đã đưa ra quyết định: "Red Light" không thích hợp để phát sóng. Lý do của quyết định đó là do lời bài hát của "Red Light" đề cập đến một thương hiệu cụ thể: một công ty sản xuất thiết bị hạng nặng gọi là Caterpillar. Trước tình hình này, SM Entertainment giải thích rằng họ đang trong quá trình sửa đổi lời bài hát do đó nó không ảnh hưởng đến hoạt động quảng bá của f(x).

### Biểu diễn trực tiếp
Nhóm dự kiến tổ chức sân khấu trở lại đầu tiên vào ngày 3 tháng 7 trên M! Countdown và đồng thời ra mắt đĩa đơn đầu tiên Red Light. Vào ngày 5 tháng 7 họ sẽ trình diễn tại Music Core, và tiếp đến với các chương trình nhạc khác, họ sẽ diễn kèm với 2 bài hát MILK và All Night.

## Danh sách bài phát
| STT | Nhan đề                   | Phổ lời                                        | Phổ nhạc | Thời lượng |
| --- | ------------------------- | ---------------------------------------------- | --- | ---------- |
| 1.  | "Red Light"               | Kenzie                                         | Maegan Cottone, Allison Kaplan, Sherry St. Germain, Daniel Ullmann, Bryan Jarett                                                | 3:32       |
| 2.  | "MILK"                    | Kenzie                                         | Kenzie, Teddy Riley, DOM, Lee Hyeon-seung (TRX), Engelina Larsen                                                                | 3:36       |
| 3.  | "나비 (Butterfly)"        | Shin Jin-hye (Jam Factory)                     | Thomas Troelsen, Engelina Larsen, hitchhiker                                                                                    | 2:57       |
| 4.  | "무지개 (Rainbow)"        | Misfit                                         | Will Simms, Ylva Dimberg | 2:47       |
| 5.  | "All Night"               | Jinbo, Kim Mi-yeong (Jam Factory), Lee Eun-jin | Teddy Riley, DOM, Lee Hyeon-seung (TRX), Jinbo, Ylva Dimberg                                                                    | 3:30       |
| 6.  | "바캉스 (Vacance)"        | Kenzie                                         | Kenzie | 3:15       |
| 7.  | "뱉어내 (Spit It Out)"    | Misfit                                         | Caesar & Loui, Olof Lindskog, Jasmine Anderson                                                                                  | 3:02       |
| 8.  | "Boom Bang Boom"          | Seo Ji-eum (Jam Factory)                       | Eirik Johansen, Jan Hallvard Larsen, Carl Johan Isac Gustafsson, Fredrik Haggstam, Sebastian Per Emil Lundberg, Melanie Fontana | 2:54       |
| 9.  | "Dracula"                 | Jo Yun-gyeong                                  | Joachim Vermeulen Windsant, Willem Laseroms, Maarten ten Hove                                                                   | 3:15       |
| 10. | "Summer Lover"            | Younghu Kim                                    | Amber J. Liu, Sean Alexander | 2:54       |
| 11. | "종이 심장 (Paper Heart)" | Seo Ji-eum (Jam Factory)                       | Chris Wahle, Didrik Thott, Dianna Corcoran                                                                                      | 3:25       |

## Liên kết
- Trang chủ Hàn Quốc chính thức của f(x) Lưu trữ ngày 24 tháng 4 năm 2006 tại Wayback Machine